# Hemerobius aphidivorus
Hemerobius aphidivorus är en insektsart som beskrevs av Franz Paula von Schrank 1781. Hemerobius aphidivorus ingår i släktet Hemerobius och familjen florsländor. Inga underarter finns listade i Catalogue of Life.